# نهائي كأس العالم 2026
نهائي كأس العالم 2026 هي المباراة النهائية التي ستحدد الفائز ببطولة كأس العالم 2026، النسخة الثالثة والعشرون من مسابقة الاتحاد الدولي لكرة القدم لفرق كرة القدم للرجال. ستقام المباراة على ملعب ميتلايف في شرق راذرفورد، الولايات المتحدة يوم 19 يوليو 2026.

## المكان
تم تحديد ملعب ميتلايف في إيست روثرفورد، نيو جيرسي، الذي تم افتتاحه في عام 2009 مكان للنهائي تبلغ سعته 82500 مقعدًا على بعد 16 كم غرب مدينة نيويورك. سيتم الاشارة خلال البطولة إلى المكان باسم "ملعب نيويورك نيوجيرسي" بسبب سياسات الرعاية. وقد استضاف سابقًا سوبر بول الثامن والأربعون في عام 2014 ونهائي كوبا أمريكا سينتيناريو في عام 2016.
تم اختيار الولايات المتحدة والمكسيك وكندا لاستضافة كأس العالم 2026 من قبل الفيفا خلال مؤتمر الفيفا الثامن والستين في 13 يونيو 2018. وكان العرض مخططًا لاستخدام 16 مدينة مضيفة منتشرة في البلدان الثلاثة حيث تلعب جميع المباريات من الدور ربع النهائي في الولايات المتحدة. لم يتم تأكيد مكان إقامة المباراة النهائية في ذلك الوقت، حيث تم اختيار ملعب ميتلايف كأحد الاماكن المرشحة الأوائل نظرًا لقربه من مدينة نيويورك واسضافته احداث رياضية كبرى سابقاً. كان المنافس الرئيسي لها هو ملعب سوفي، وهو ملعب جديد في إنجلوود، كاليفورنيا، بالقرب من لوس أنجلوس، والذي كان من بين عشرة ملاعب أمريكية. تم الإعلان عن الملاعب في يونيو 2022. ولم يتم اختيار ملعب روز بول في باسادينا، كاليفورنيا، المضيف لنهائي 1994 للرجال ونهائي 1999 للسيدات، بسبب فدم المنشأة.
تم تصميم ملعب سوفي في المقام الأول لكرة القدم الأمريكية بملعب يبلغ عرضه 69 ياردة (63 مترًا)، وهو أضيق من الأبعاد الموصى بها من قبل الفيفا. وفقًا لتقارير وسائل الإعلام، كان مالك الملعب، كرونكي للرياضة والترفيه، غير راضٍ أيضًا عن صفقة تقاسم الإيرادات التي اقترحها الفيفا وهدد بإلغاء خططهم لاستضافة مباريات كأس العالم. في أوائل عام 2023، ظهر ملعب دالاس كاوبويز في منطقة دالاس كمضيف محتمل للمباراة النهائية نظرًا لسعته العالية البالغة 90 ألف مقعد والتجديدات المجدولة لاستيعاب مجال أوسع. في يناير 2024، أعلن ملعب ميتلايف عن خطط مماثلة لتوسيع ملعبه لكأس العالم عن طريق إزالة 1740 مقعدًا، جاء اختيار ملعب ميتلايف بمثابة "مفاجأة" للمسؤولين المحليين، الذين نظموا حفل مشاهدة صغير للإعلان. تم تفضيل عرض دالاس - وشاع أنه الفائز في يناير - وتضمن بثًا متزامنًا للمباراة في مكانين قريبين لزيادة إيرادات التذاكر.

## المباراة
| الفائز من المباراة 101 | المباراة 104 | الفائز من المباراة 102 |
| ---------------------- | ------------ | ---------------------- |
|                        |              |                        |